# ناصر الدعجاني
ناصر الدعجاني (ولد في 17 يناير 1997) هو لاعب كرة قدم سعودي، يلعب في نادي العلا.

## مسيرة اللاعب
بدأ مع الأهلي في الفئات السنية أعارة الأهلي إلى نادي فاتيما البرتغالي في عام 2018 و أعاره إلى نادي التعاون مطلع عام 2019 لمدة موسم ونصف و بعدها انتقل إلى نادي العدالة و بعدها إلى نادي القادسية ونادي العين ونادي العلا.

## روابط خارجية
- ناصر الدعجاني على موقع قاعدة بيانات كرة القدم.إي يو (الإنجليزية)
- ناصر الدعجاني على موقع Soccerway.com (الإنجليزية)
- ناصر الدعجاني على موقع كووورة